# Сейбин (город, Миннесота)
Сейбин (англ. Sabin) — город в округе Клей, штат Миннесота, США. На площади 0,8 км² (0,8 км² — суша, водоёмов нет), согласно переписи 2002 года, проживают 421 человек. Плотность населения составляет 536,9 чел./км².
- Телефонный код города — 218
- Почтовый индекс — 56580
- FIPS-код города — 27-56554[1]
- GNIS-идентификатор — 0650447[2]